# Sjung med glädje till Guds ära
Sjung med glädje till Guds ära är en psalm vars text är skriven av John L. Bell och Graham Maule år 1987 och är översatt till svenska av Jonas Jonson år 1989 och reviderad 1993. Musiken är skriven 1869 av John Goss. Den har sitt ursprung den skotska kristna kommuniteten Iona Community. I det engelska originalet lyder titeln Praise my soul, the king of heaven.

## Publicerad i
- Psalmer i 90-talet som nummer 802 under rubriken "Lovsång och tillbedjan"
- Psalmer och Sånger 1987 som nummer 791 under rubriken "Lovsång och tillbedjan".[1]
- Psalmer i 2000-talet som nummer 918 under rubriken "Lovsång och tillbedjan"
- Sång i Guds värld Tillägg till Svensk psalmbok för den evangelisk-lutherska kyrkan i Finland 2015 som nummer 826 under rubriken "Skaparen-befriaren-livgivaren".